# Johann Parler
Johann Parler Mlajši (češko: Jan Parléř, nemško: Johann Parler der Jüngere; c. 1359 - 1405/06), je bil češki arhitekt / stavbenik nemškega porekla iz ugledne družine stavbenikov Parler, mojstrskih gradbenikov in kiparjev. Bil je sin znanega gotskega stavbenika Petra Parlerja, graditelja stolnice svetega Vida in Karlovega mostu v Pragi. Njegov stric (to je Petrov brat) je bil Johannes von Gmünd, znan tudi kot Johann Parler Starejši, nemški gotski mojster, ki je bil arhitekt Freiburškega Münstra in je tudi obnovil poškodovan Baselski Münster.
Johann Parler se je rodil v Pragi, kjer se je tudi izobraževal. Skupaj je delal z očetom in starejšim bratom Wenzel Parlerjem na sv. Vidu. Leta 1398 je prvič omenjen kot glavni graditelj (nemško: Dombaumeister). Potem ko je oče leta 1399 umrl, je Johann nadaljeval z delom na stolnici svetega Vida. Nadzoroval je gradnjo južnega stolpa in bil verjetno oblikovalec balustrade, ki zaključuje fasado.
Nato se je preselil v Kutno Horo (nemško: Kuttenburg), kjer je postal mojster graditelj cerkve svete Barbare. Bil je prvi arhitekt cerkve, katere gradnja se je začela že leta 1388, vendar je bila, zaradi husitskih vojn, ta prekinjena. Je glavni oblikovalec kora. Zasnova stene, ki obdaja korne kapele in trikotni oporniki, ki stojijo v osrednji osi, jasno sledijo tradiciji družine Parler, ki je postala znana kot 'Parlerjanski slog' ali 'Parlerjanska arhitektura'. 
Poznogotska stolnica je zdaj na seznamu Unescove svetovne dediščine.